# Ташлакский район
Ташлакский район (тума́н; узб. Toshloq tumani / Тошлоқ тумани) — район в Ферганской области Узбекистана. Административный центр — городской посёлок Ташлак.

## История
Ташлакский район был образован в 1935 году. В 1938 году вошёл в состав Ферганской области. 10 февраля 1939 года 1 сельсовет Ташлакского района был передан в новый Кувинский район. 14 декабря 1959 года Ташлакский район был объединён с Язъяванским районом в Ахунбабаевский район. 12 апреля 1973 года район был восстановлен.

## Административно-территориальное деление
По состоянию на 1 января 2011 года, в состав района входят:
10 городских посёлков:
1. Ташлак,
2. Арабмазар,
3. Ахшак,
4. Варзак,
5. Заркент,
6. Куйи Найман,
7. Кумарык,
8. Садда,
9. Турват,
10. Яккатут.

10 сельских сходов граждан:
1. Арабмазар,
2. Ахшак,
3. Бирлик,
4. Варзак,
5. Кумарык,
6. Курганча,
7. Найман,
8. Найманбустан,
9. Садда,
10. имени Тухтабаева.